# 努里·阿布·赛赫民
努里·阿布·赛赫民(1956年10月25日 - ）（阿拉伯语：‎），又译努里·阿布·萨赫明、诺里·阿布撒曼因，利比亚政治家，在2013年6月25日至2014年8月5日间任利比亚国民议会主席。他是柏柏尔人，是祖瓦拉一个柏柏尔村落的代表议员。他在利比亚公正与建设党的支持下，于2013年6月25日当选为利比亚国民议会主席，即利比亚的国家元首。